# Kronprinsens husarregemente
Kronprinsens husarregemente (K 7) var ett kavalleriförband inom svenska armén som verkade i olika former åren 1758–1927 under olika namn (1822–1859 Kronprinsens husarregemente, 1859–1860 Konungens värvade husarregemente, 1860–1882 Husarregementet Konung Karl XV, 1882–1927 Kronprinsens husarregemente). Föregångaren 1766–1822 var Kungliga Husarregementet och 1761–1766 de båda Blå husarregementet och Gula husarregementet samt Svenska husarregementet 1758–1761. Regementet bar ofta även namn efter sin chef. Förbandsledningen var 1822–1882 förlagd i Ystad, 1882–1883 i Ängelholm, 1883–1897 i Helsingborg och från 1897 förlagd i Malmö garnison i Malmö.

## Historia

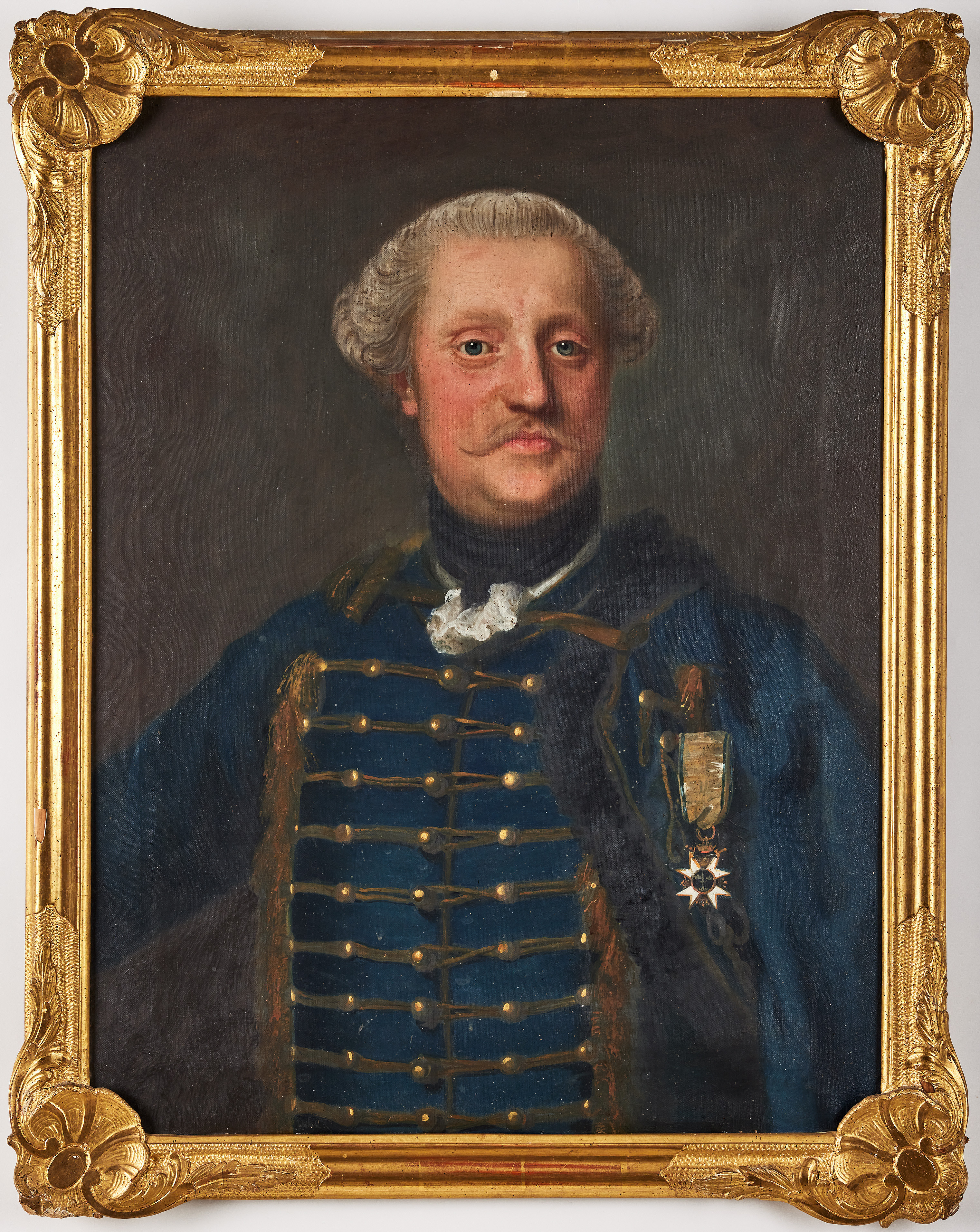
Axel Fredrik Printzensköld iklädd regementets uniform på 1760-talet. Målning av Carl Fredrich Brander.

Våren 1758 satte majoren Fredric Ulric von Putbus upp en styrka om 200 husarer som införlivades med det regemente som Georg Gustaf Wrangel af Adinal bestämts att uppsätta i Pommern. Regementet som bestämdes att bestå av 1.000 husarer i 10 skvadroner kom även att rymma en skvadron husarer som uppsats av ryttmästaren Philip von Platen. År 1760 blev Johan Sparre chef för regementet. 1.000 husarer ansågs dock vara för lite för det svenska försvarets behov och redan 1761 delades den i två regementen, det Blå (Putbusska) husarregementet och Gula (Wrangelska) husarregementet, som vardera skulle bestå av 800 man i krigstid och 600 i fredstid. Johan Sparre valde samma år att lämna posten och chefer blev som framgår av namnen Fredrik Ulrik Putbus och Georg Gustaf Wrangel. Efter att fred slutits i Pommerska kriget 1762 reducerades regementena till vardera 300 man om 6 skvadroner och överflödiga officerare avskedades. År 1764 blev Mauritz Casimir Lewenhaupt chef för det gula regementet och Hampus Stellan Mörner chef för det blå, vilka 1766 slogs samman till ett som fick namnet Kongliga Husarregementet, men oftast kallades Mörnerska Husarregementet efter Hampus Stellan Mörner som blev chef för det sammanslagna regementet. Styrkan blev nu 400 ryttare fördelade på åtta skvadroner.
Svenska husarregementet förlades i de svenska provinserna i Tyskland och hade som främsta uppgift att bevaka och patrullera Svenska Pommerns gränser. Regementets huvudkvarter låg i städerna Greifswald och Bardt. I samband med Gustav III:s statsvälvning 1772 överfördes regementet till Sverige och förlades först i ett antal städer på västkusten, för att året därpå roteras till andra västsvenska städer. Två skvadroner införlivades i ett finländskt dragonförband. 
År 1797 ändrades namnet till Hornska husarregementet. Regementet bar, enligt den tidens sed för vissa värvade regementen, namnet på sin regementschef Samuel Horn. Regementet var under denna tid förlagt till Halmstad, Malmö, Helsingborg, Ängelholm, Ystad och Simrishamn. Under Napoleonkriget ökade antalet skvadroner till åtta och mantalet till 100 per skvadron, för att i fredstid åter anta minskat antal. 
År 1801 fick regementet namnet Mörnerska husarregementet, i samband med att Hampus Mörner blev regementschef. Den 7 december 1813 spelade regementet en viktig roll för den svenska segern i slaget vid Bornhöft.

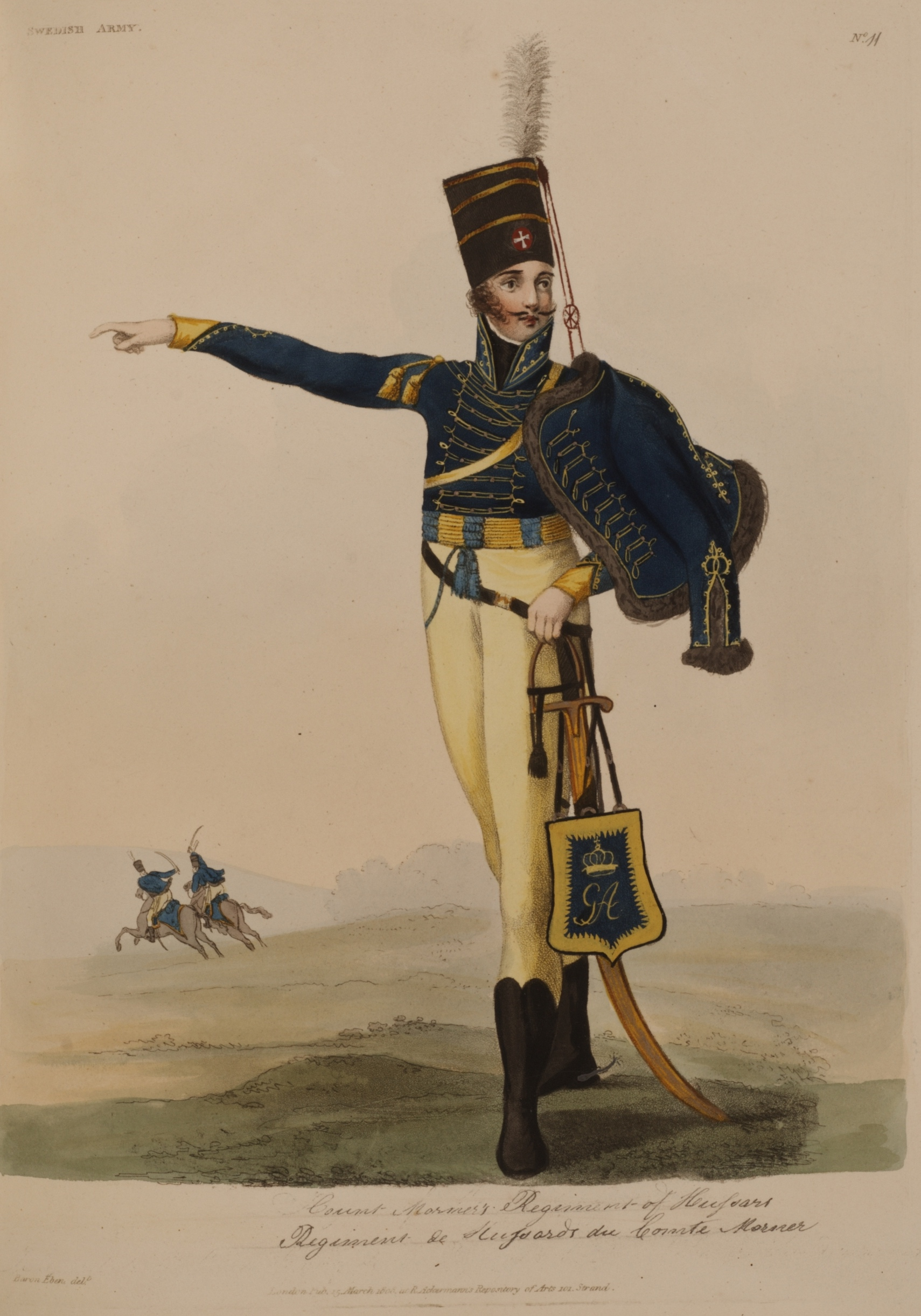
Uniform för det Mörnerska husarregementet, tidigt 1800-tal.

En annan händelse som sätts i samband med Mörnerska regementet är det som kallas Klågerupskravallerna den 15 juni 1811. Detta år bröt bondeoroligheterna ut i Skåne och i Klågerup samlades ett flertal drängar och bönder som vägrat inställa sig till militärtjänst. I Klågerupskravallerna skadades två husarer och runt 30–40 drängar och husmän dödades av Mörners husarer då de gick till anfall.
Regementet med dess åtta skvadroner och ett mindre detachment var 1813 förlagt till Malmö, Helsingborg, Simrishamn, Ängelholm, Ystad och Göteborg. I Göteborg fanns det ett detachment som fungerade som stadens ridande polis.  Vid den här tiden hade regementet Kvidinge hed som övningsområde. Mörnerska husarregementet var det sista regemente som utkämpade ett slag på utländsk mark, slaget vid Bornhöft 1813 i dåvarande Danmark, dagens Bornhöved i Schleswig-Holstein. I praktiken hade Mörners brorson Bror Cederström varit regementets anförare sedan 1804. År 1816 bytte regementet namn till Cederströmska husarregementet, då Bror Cederström officiellt tillträdde som regementschef. 
Den rangordning som hade fastställts i 1634 års regeringsform började halta och skapa luckor efter freden i Fredrikshamn den 17 september 1809, då Finland tillföll Ryssland och de svenska regementen i Finland upplöstes. Därmed fanns det ett behov med att skapa ett nytt system. Under kronprins Karl Johans tid infördes 1816 ett nytt numreringssystem, där de svenska regementena genom en generalorder den 26 mars 1816 tillfördes ett officiellt ordningsnummer, till exempel № 7 Cederströmska husarregementet. Till grund för numreringen låg inte bara ett regementes status, utan också de svenska landskapens inbördes ordning, samt att Svealand, Götaland och Norrland skulle varvas. De lägsta ordningsnumren tilldelades "liv- och hus- trupperna". Dessa nummer hade dock ingenting med rangordningen att göra, vilket bland annat framgår av gamla förteckningar där infanteri- och kavalleriförband är blandade just med hänsyn till rang och värdighet.
I samband med att dåvarande kronprins Oscar blev överste i regementet 1822, erhöll regementet namnet Kronprinsens husarregemente. Från 1822 kom regementet vara förlagt till Malmö och Ystad. År 1859, under Karl XV:s regering, ändrades namnet till Konungens värvade husarregemente. Ett år senare, 1860, skedde ännu ett namnbyte till Husarregementet Konung Karl XV. I samband med dåvarande prins Gustav Adolfs födelse 1882 återfick regementet namnet Kronprinsens husarregemente. År 1897 överfördes en skvadron från regementet till Livgardet till häst i Stockholm. 
I samband med 1914 års härordning justerades 1914 samtliga ordningsnummer inom armén. För Kronprinsens husarregemente innebar det att regementet blev tilldelat beteckningen K 7. Justeringen av beteckningen gjordes för att särskilja regementen och kårer mellan truppslagen mot bakgrund av att namn och nummer som till exempel № 3 Livregementets grenadjärkår och № 3 Livregementets husarkår kunde förefalla egendomliga för den som inte kände till att förbanden ifråga tillhörde skilda truppslag.
Genom försvarsbeslutet 1925 beslutades att de tre skånska kavalleriregementena, Skånska husarregementet (K 5), Skånska dragonregementet (K 6) och Kronprinsens husarregemente (K 7), skulle avvecklas den 31 december 1927 och istället sammanföras den 1 januari 1928 till ett nytt kavalleriregemente, Skånska kavalleriregementet (K 2) i Helsingborg. Kronprinsens husarregemente (K 7) hade sin avvecklingsceremoni den 5 oktober 1927 och avvecklades den 31 december 1927. Från den 1 januari 1928 övergick regementet till en avvecklingsorganisation, vilken verkade fram till den 31 mars 1928. Under hela sin aktiva tid var regementet värvat.

## Ingående enheter
Eftersom regementet var värvat och därför inte hade någon direkt bygdeanknytning bar skvadronerna, utom Livskvadronen, endast nummer. 6. skvadronen överfördes 1897 till Livgardet till häst (K 1).

- Livskvadronen
- 2. skvadron
- 3. skvadron
- 4. skvadron
- 5. skvadron
- 6. skvadron

### Trumpetarkåren
Trumpetarorganisationen omfattade åren 1816–1897 en regementstrumpetare, sex ordinarie trumpetare (med underofficersgrad) och tolv extratrumpetare (med manskapsgrad). Genom att regementet var utspritt spelades det normalt inte på hel kår utom under sommarens regementsövningar. Först när Nils Georg Strömberg blev musikdirektör 1878 samlades kåren till gemensamma övningar i Malmö. Regementets musikkår genomförde under hans ledning nästan varje år under 1880- och 1890-talen flera långa turnéer i Tyskland. Han ledde kåren till 1902 och efterträddes av Gottfrid Trobäck 1902–1924 och Ernst Tinnerstedt 1924–1927.

## Förläggningar och övningsplatser

### Förläggning
I samband med att regementet 1772 överfördes till Sverige, förlades det först i ett antal städer på västkusten (Falkenberg, Halmstad, Laholm, Ängelholm, Helsingborg) för att året efter, 1773, förläggas till Halmstad, Ängelholm, Helsingborg, Malmö, Ystad och Simrishamn.
Regementet var förlagt till Malmö, Ystad (till 1882), Ängelholm (till 1883) och Helsingborg (till 1897). År 1897 förlades hela regementet till nybyggda kaserner på Regementsgatan 22 i Malmö. Kasernerna i Malmö uppfördes efter 1892 års härordnings byggnadsprogram, och ritades av Erik Josephson.
Efter att regementet avvecklades den 31 december 1927, kvarstod en avvecklingsorganisation fram till den 31 mars 1928. Efter att armén lämnat kasernområdet kom kasernområdet att användas av olika civila verksamheter, bland annat fanns länge den populära dansrestaurangen Arena i den före detta officersmässen. Byggnaderna revs sedan 1960, varefter "skyskrapan" Kronprinsen uppfördes på det gamla regementsområdet.

### Övningsplatser
Regementet övade på Bonarps hed under åren 1772–1927.

## Heraldik och traditioner

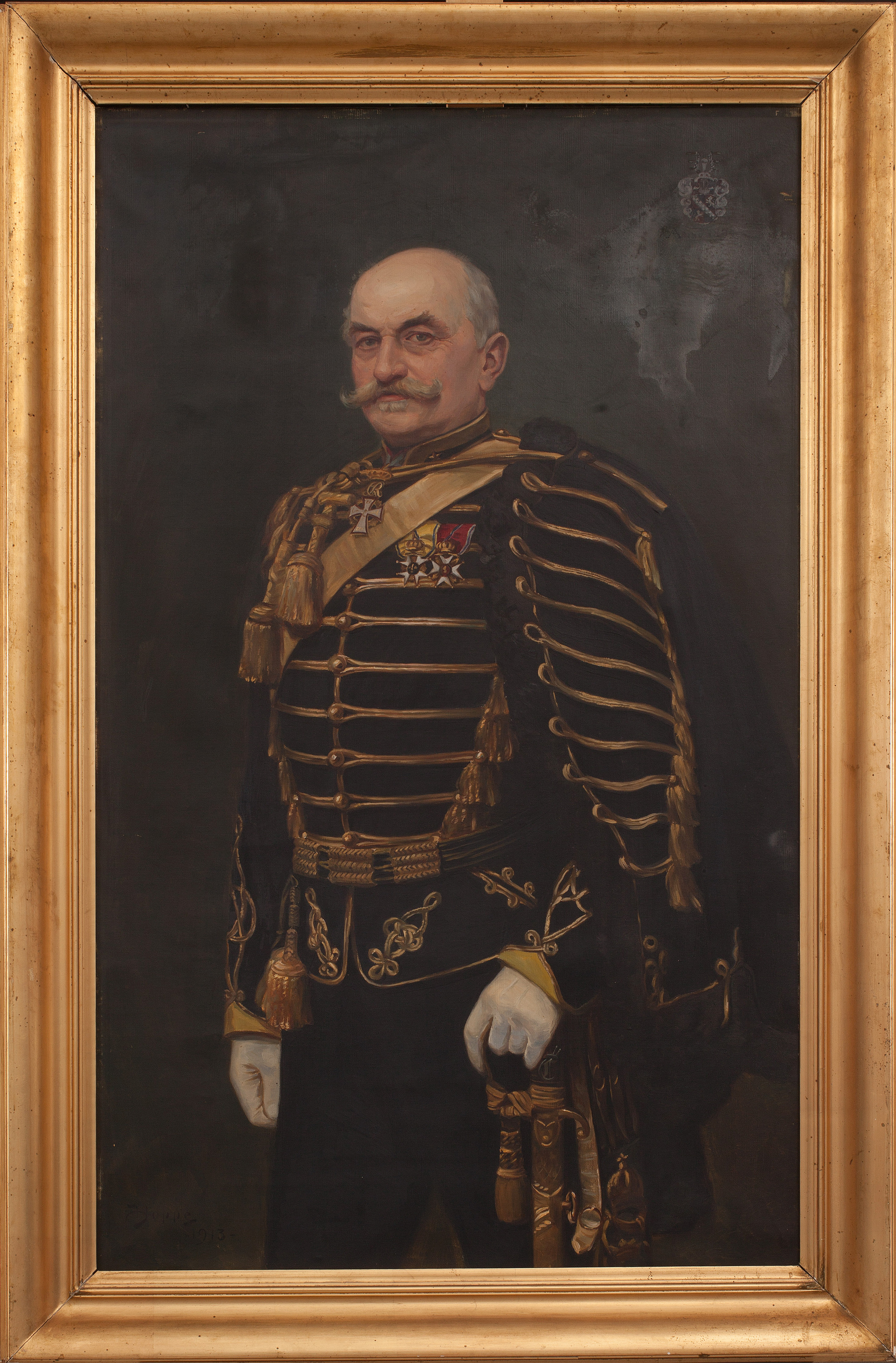
Holger Rosencrantz iförd regementets uniform för en major. Målning av Bruno Hoppe.

Regementets ursprungliga standar var blått på ena sidan av duken, och gult på andra sidan, som markering av arvet från Blå (Putbusska) husarregementet och Gula (Wrangelska) husarregementet. Duken var prydd med Svärdsordens stora kors, under denna brösttecknet för riddare med stora korset av Svärdsorden samt i vartdera hörnet en öppen krona av silver med segernamnet ovanför korset. År 1845 ersattes de tidigare standaren av ett nytt, vilket var helt blått. Standaret kom att föras vid vissa tillfällen av Skånska kavalleriregementet (K 2). Det fördes vid vissa tillfällen mellan åren 1965 och 2000 av Skånska dragonregementet (P 2), samt 1994–2000 av Skånska dragonbrigaden (MekB 8).
Regementet var det enda som inte använde bestämningen "kungliga" i sitt namn, då det var kronprinsens regemente. Regementets högtidsdag var 7 december till minne av Bornhöft den 7 december 1813.
Kronprinsens husarregemente har en livaktig efterlevare i Kronprinsens Husarregementes Kamratförening och Minnestropp, den gamla kamratföreningen som bildades vid regementets nedläggning 1927 och en beriden minnestropp som sattes upp 1958. Syftet är att bevara och levandegöra minnet av regementet och dess traditioner, som var en betydande del av Malmös liv under hela tiden regementet var förlagt dit. Föreningen träffas varje vecka för rid- och kavalleriövningar i uniformer m/1895 och kan engageras för diverse parader och uppvisningar.

Malmöhusbataljonen eller 47. hemvärnsbataljonen inom Skånska gruppen är idag traditionsbärare för Kronprinsens husarregemente.

## Förbandschefer
Regementschefer verksamma mellan åren 1758–1927. Åren 1761–1766 var regementet delat på två regementen.

- 1757–1758: Fredrik Ulrik von Putbus och Philip Julius Bernhard von Platen
- 1758–1759: Georg Gustaf Wrangel af Adinal
- 1759–1761: Johan Sparre
- 1761–1764: Fredric Ulric von Putbus [e]
- 1764–1766: Hampus Stellan Mörner [f]
- 1761–1763: Georg Gustaf Wrangel af Adinal [g]
- 1763–1764: Lars Åkerhielm [h]
- 1764–1766: Mauritz Casimir Lewenhaupt [i]
- 1766–1797: Hampus Stellan Mörner
- 1797–1801: Samuel Henrik Horn
- 1801–1816: Hampus Mörner
- 1816–1822: Bror Cederström
- 1822–1830: Göran Bernt Magnus Stackelberg
- 1830–1849: Achates Carl von Platen
- 1849–1858: Frans Alexander Sjöcrona
- 1858–1864: Carl Björnstjerna
- 1864–1874: Bror Cederström
- 1874–1883: Frithiof Boy
- 1883–1891: Cornelius Sjöcrona
- 1891–1893: Richard Vilhelm Timoleon Berg
- 1893–1902: Gustaf von Platen
- 1902–1910: Christofer von Platen
- 1910–1913: Bror Munck
- 1913–1920: Bror Cederström
- 1920–1920: Edvard af Sandeberg
- 1920–1927: Axel Braunerhjelm

## Namn, beteckning och förläggningsort
| Putbus'- von Platens husarkår     | 1757-12-19 | – | 1758-04-23 |
| Svenska husarregementet           | 1758-04-24 | – | 1761-10-19 |
| Blå (Putbusska) husarregementet   | 1761-10-20 | – | 1766-10-07 |
| Gula (Wrangelska) husarregementet | 1761-10-20 | – | 1766-10-07 |
| Husarregementet                   | 1766-10-08 | – | 1797-10-31 |
| Hornska husarregementet           | 1797-11-01 | – | 1801-07-12 |
| Mörnerska husarregementet         | 1801-07-13 | – | 1816-01-08 |
| Cederströmska husarregementet     | 1816-01-09 | – | 1822-02-04 |
| Kronprinsens husarregemente       | 1822-02-05 | – | 1859-08-10 |
| Konungens värvade husarregemente  | 1859-08-11 | – | 1860-06-17 |
| Husarregementet Konung Karl XV    | 1860-06-18 | – | 1882-11-24 |
| Kronprinsens husarregemente       | 1882-11-25 | – | 1927-12-31 |
| Avvecklingsorganisation           | 1928-01-01 | – | 1928-03-31 |

| № 7 | 1816-03-26 | – | 1914-09-30 |
| K 7 | 1914-10-01 | – | 1927-12-31 |

| Greifswald (F)            | 1758-04-24 | – | 1772-??-?? |
| Bonarps hed (Ö)           | 1772-??-?? | – | 1927-12-31 |
| Helsingborgs garnison (F) | 1875-??-?? | – | 1897-09-30 |
| Malmö garnison (F)        | 1897-10-01 | – | 1928-03-31 |

## Galleri

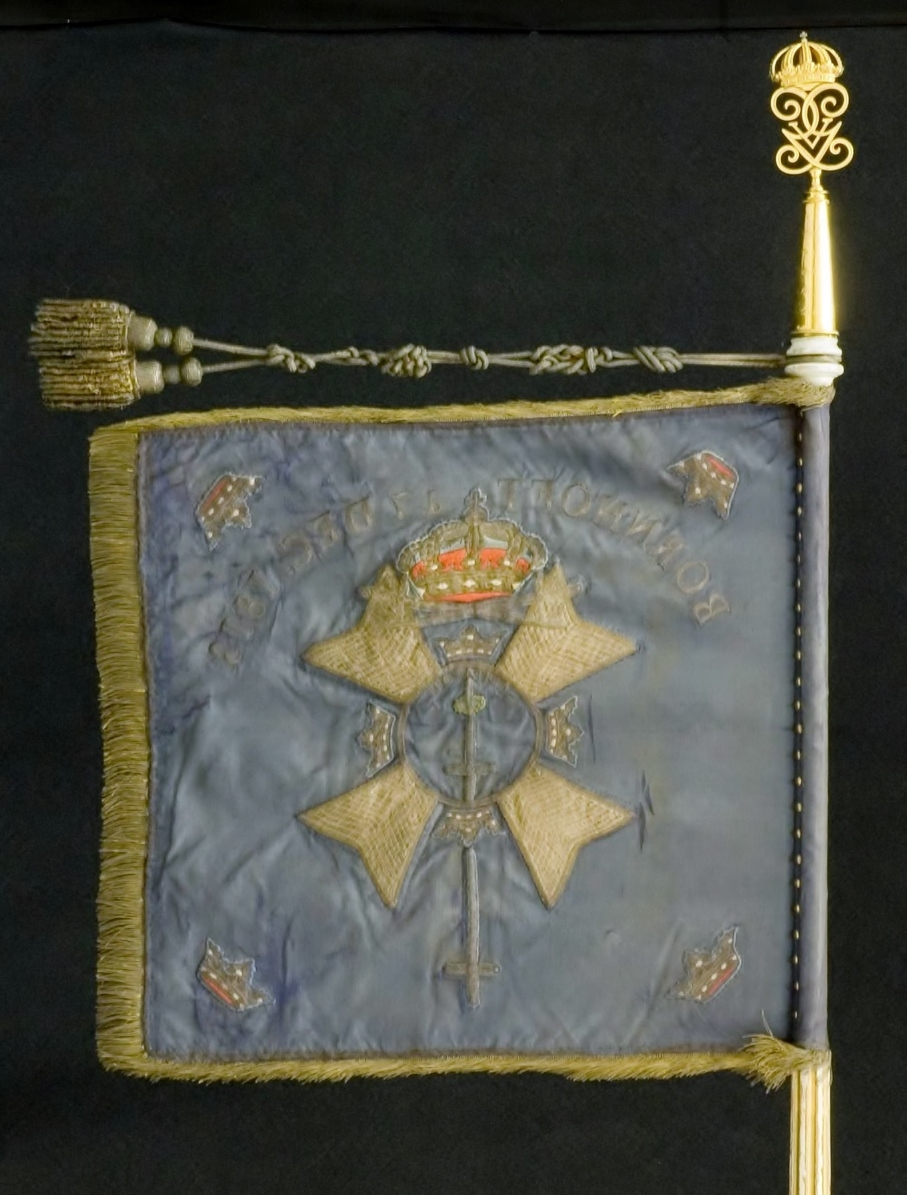
Standar m/1815
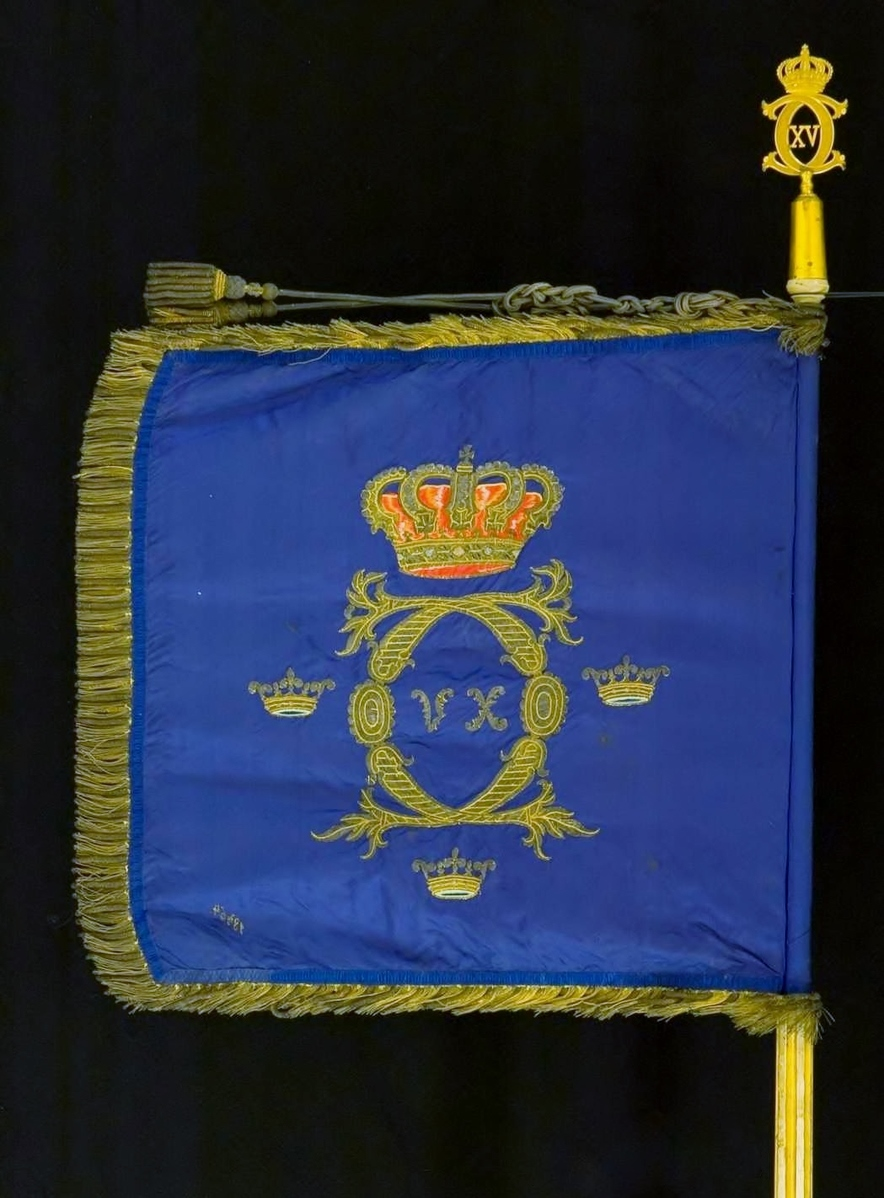
Standar m/1864
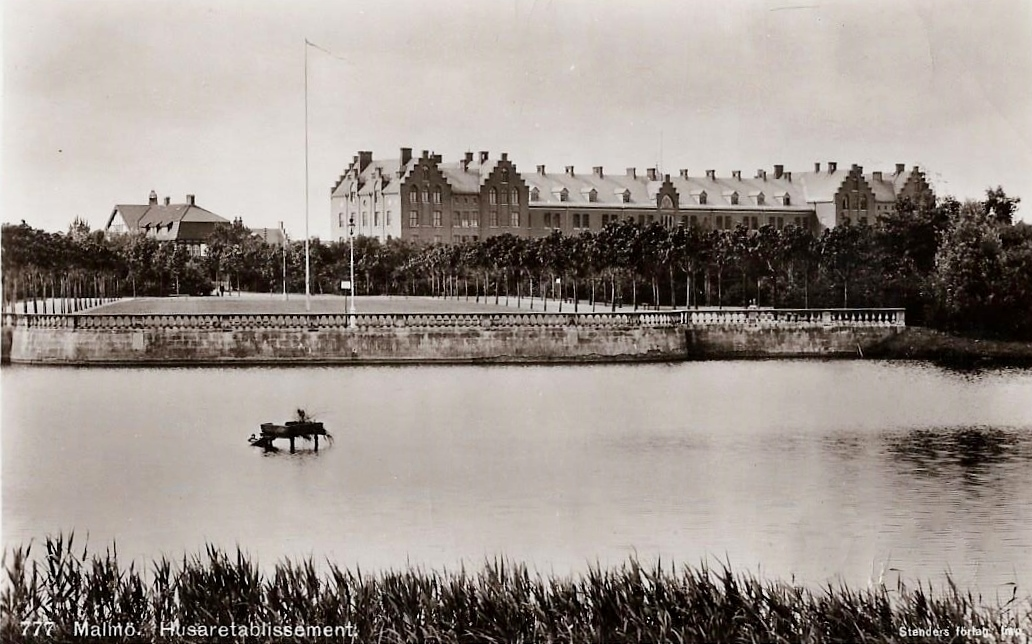
Husarkasernen i Malmö
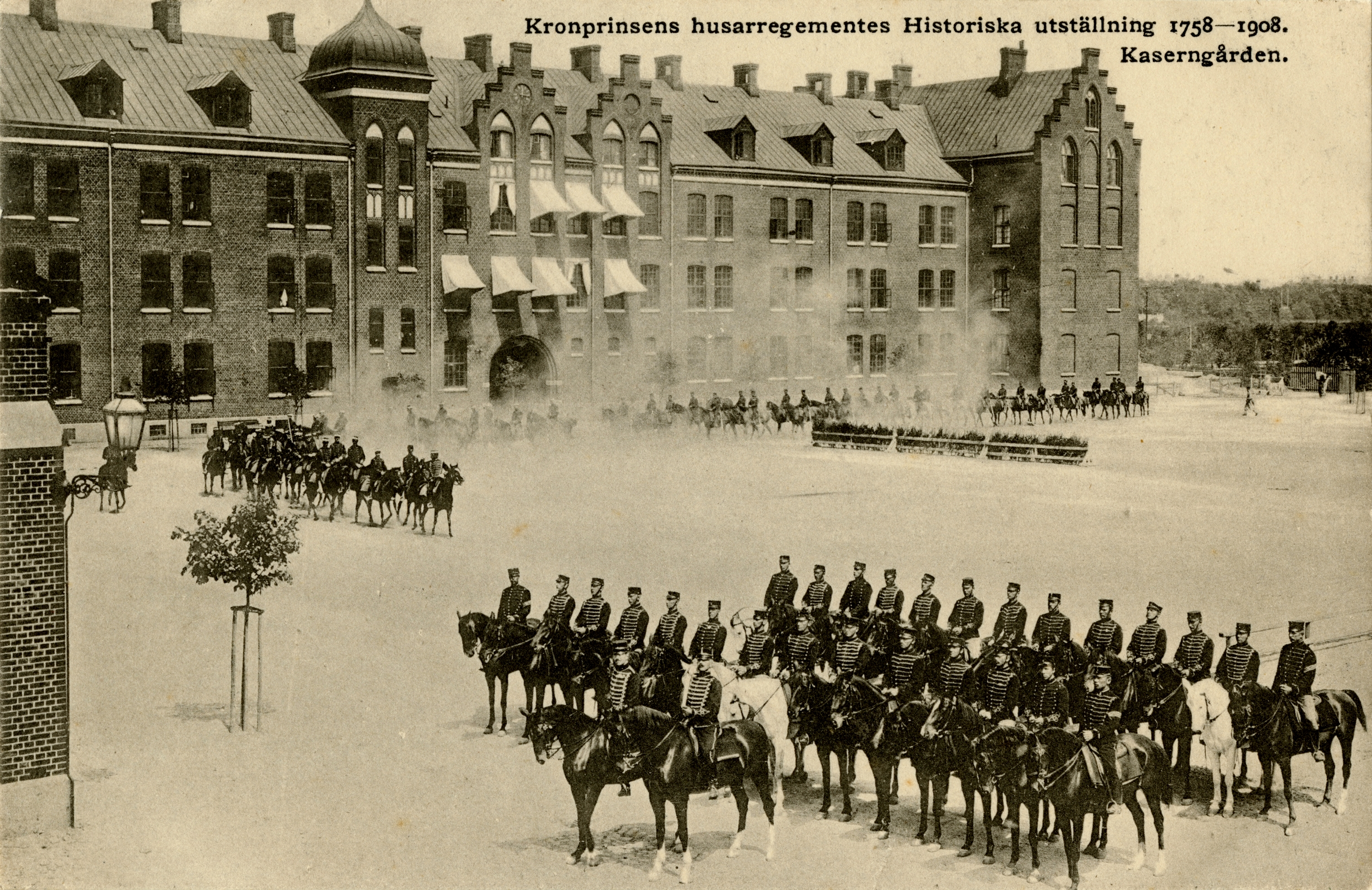
Husarkasernen i Malmö
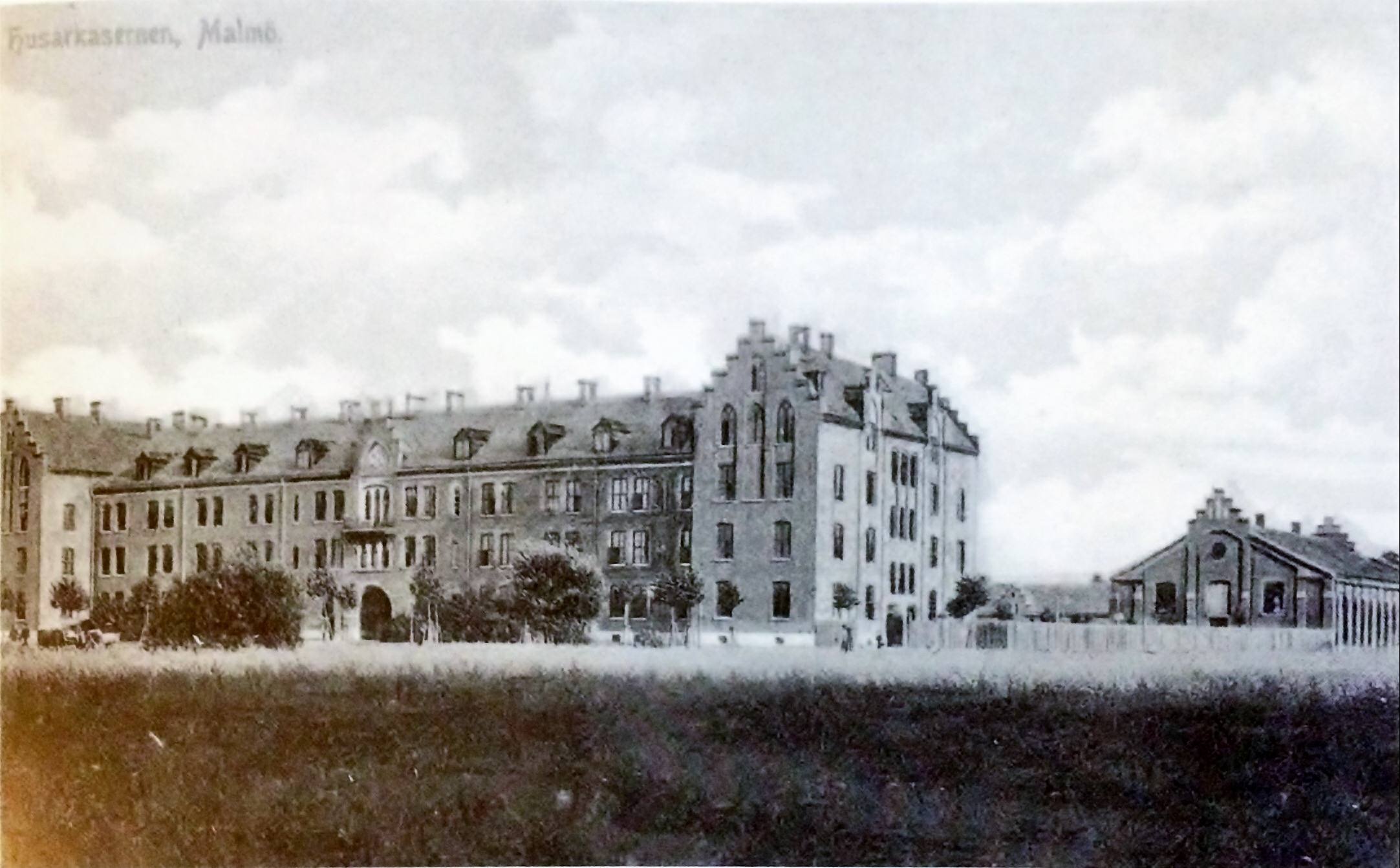
Husarkasernen i Malmö
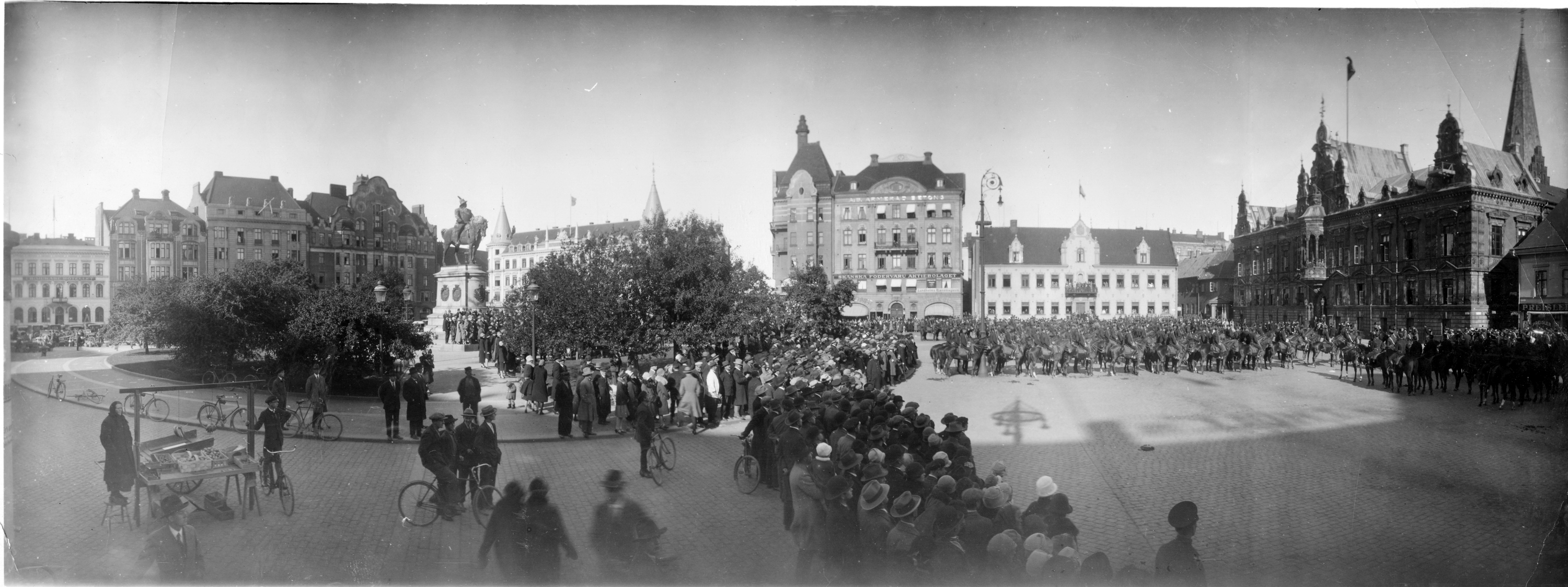
Kronprinsens husarer K 7 paraderar på Stortorget i Malmö 1927.
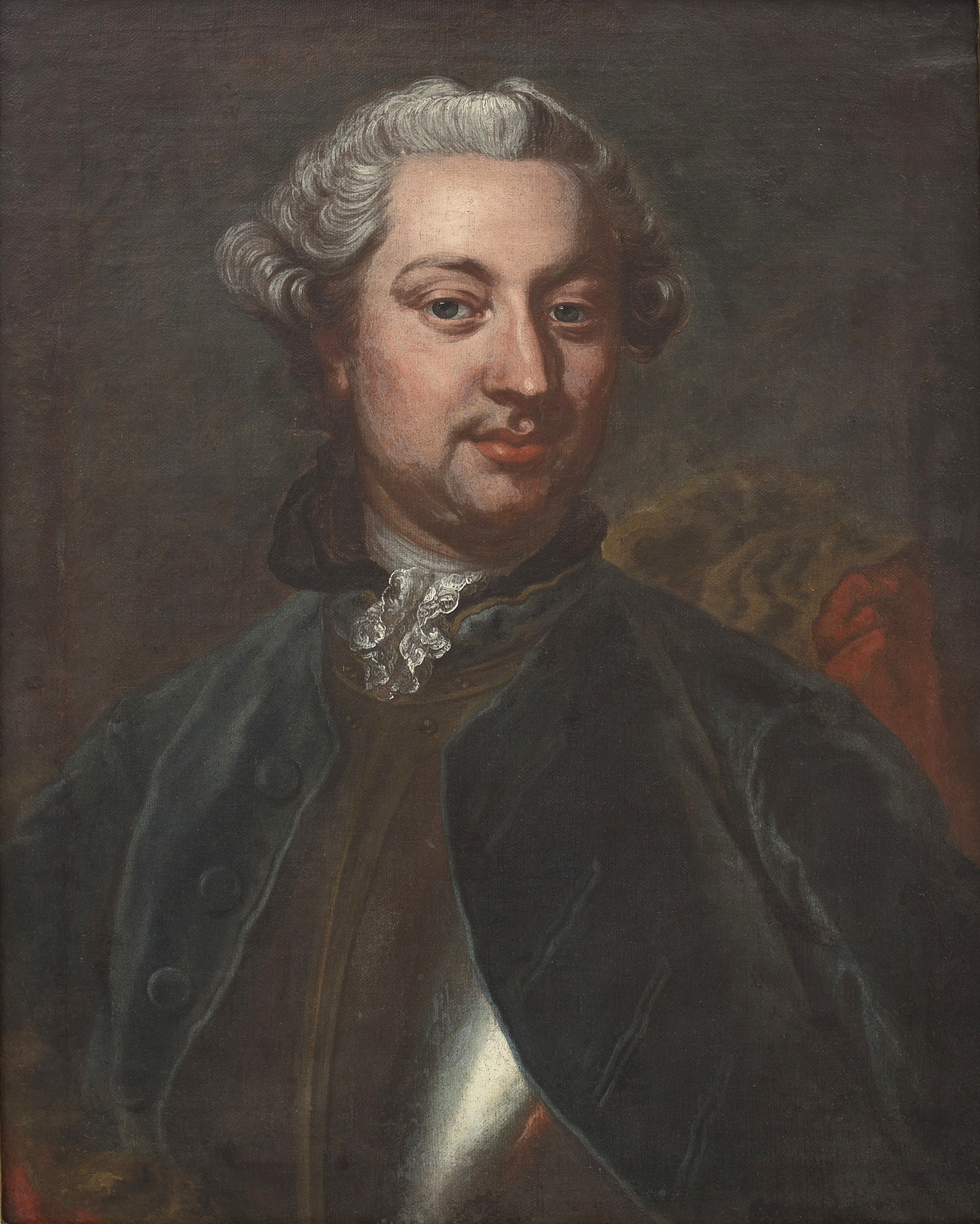
Georg Gustaf Wrangel iklädd uniform m/1756 för regementet.
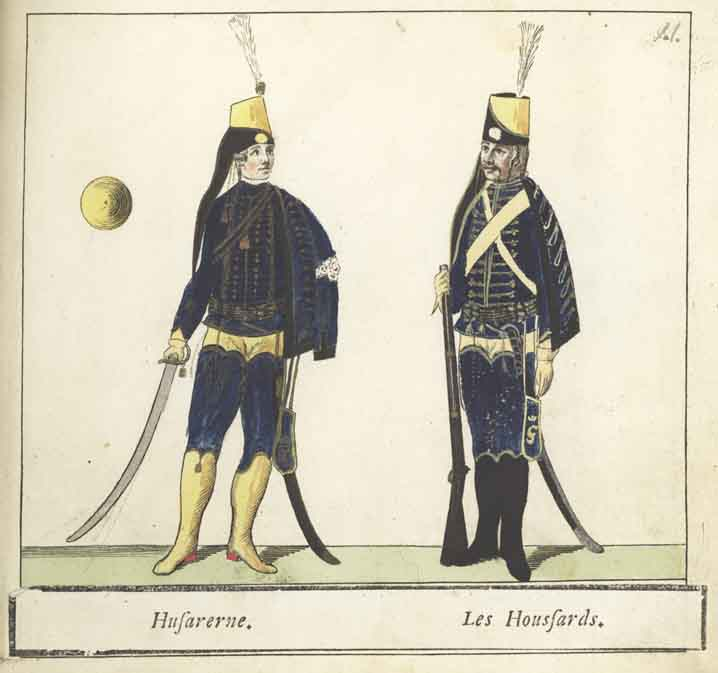
Uniform m/1779
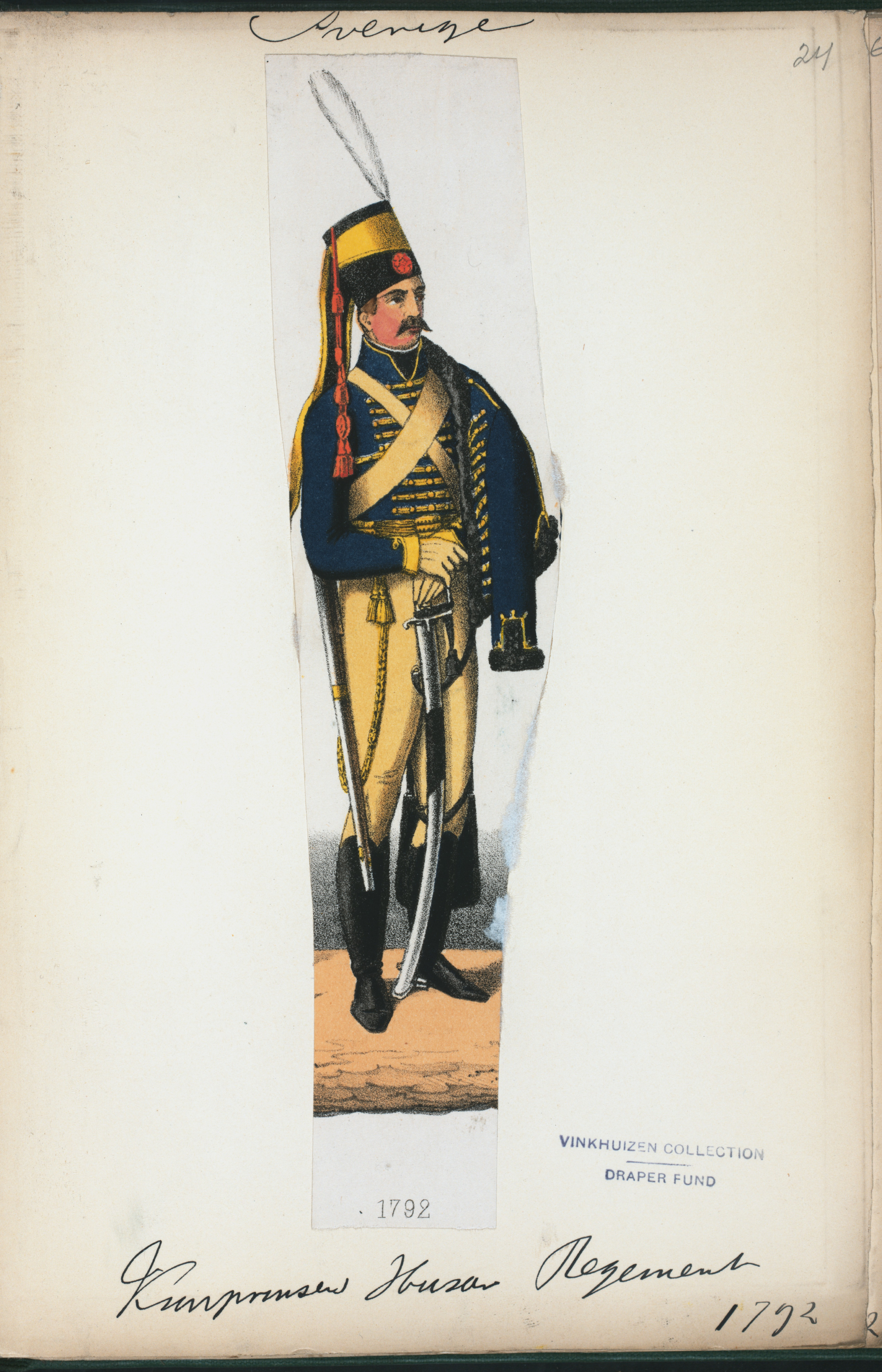
Uniform 1792
Uniform 1796
Uniform 1807
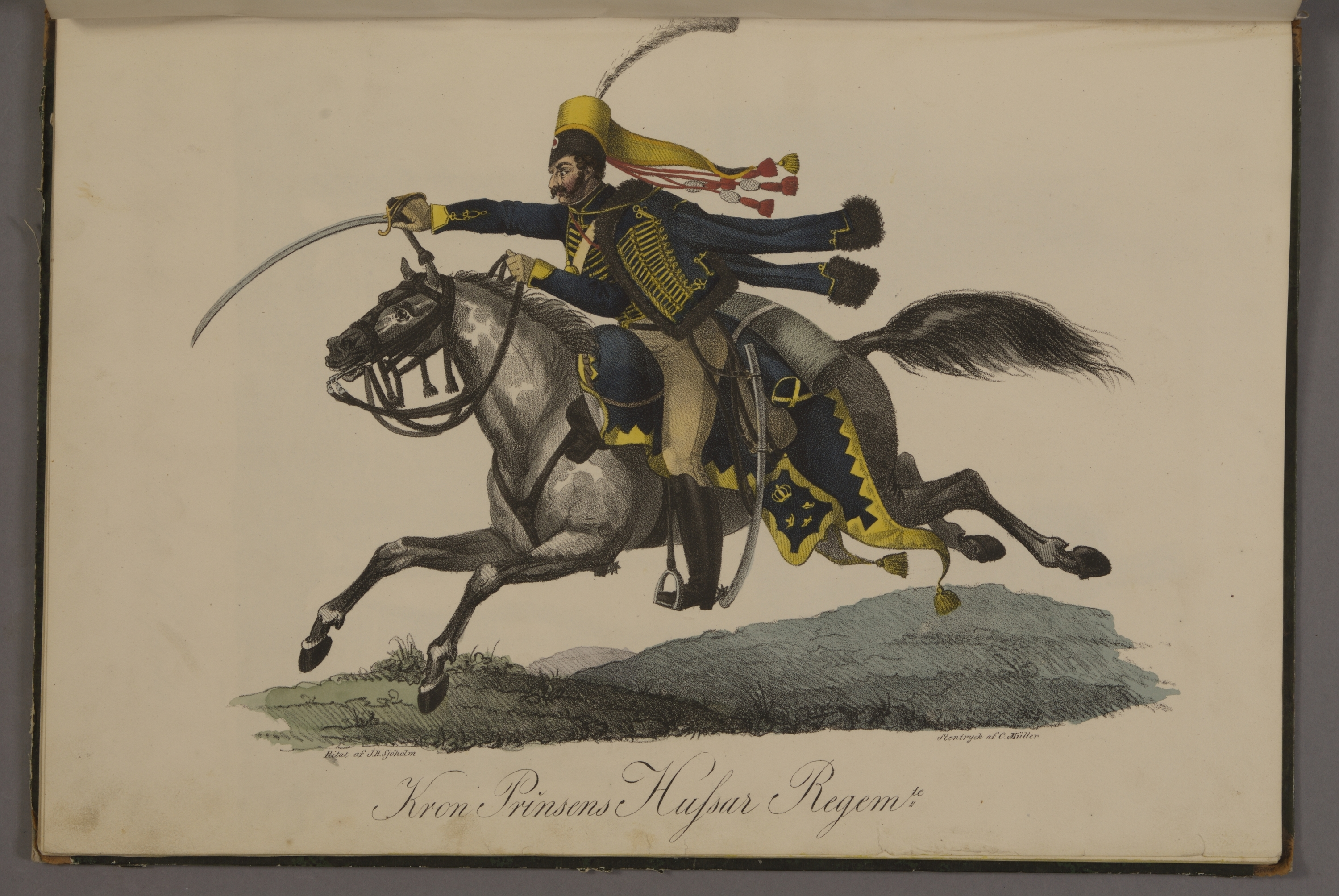
Uniform cirka 1825.
Regementets uniformer i början av 1840-talet.
Uniform 1860
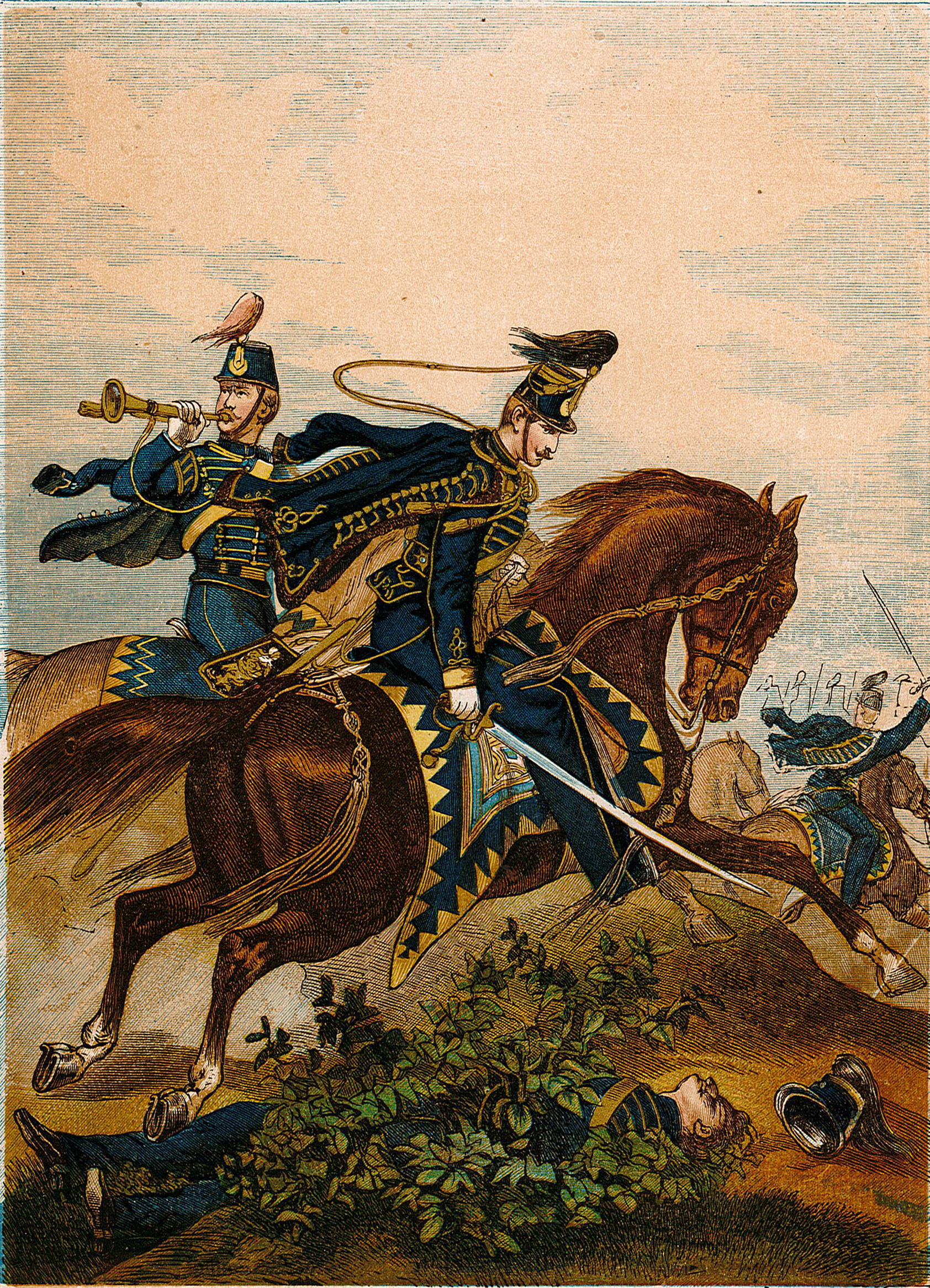
Regementets uniformer vid mitten av 1860-talet.
Uniform 1888
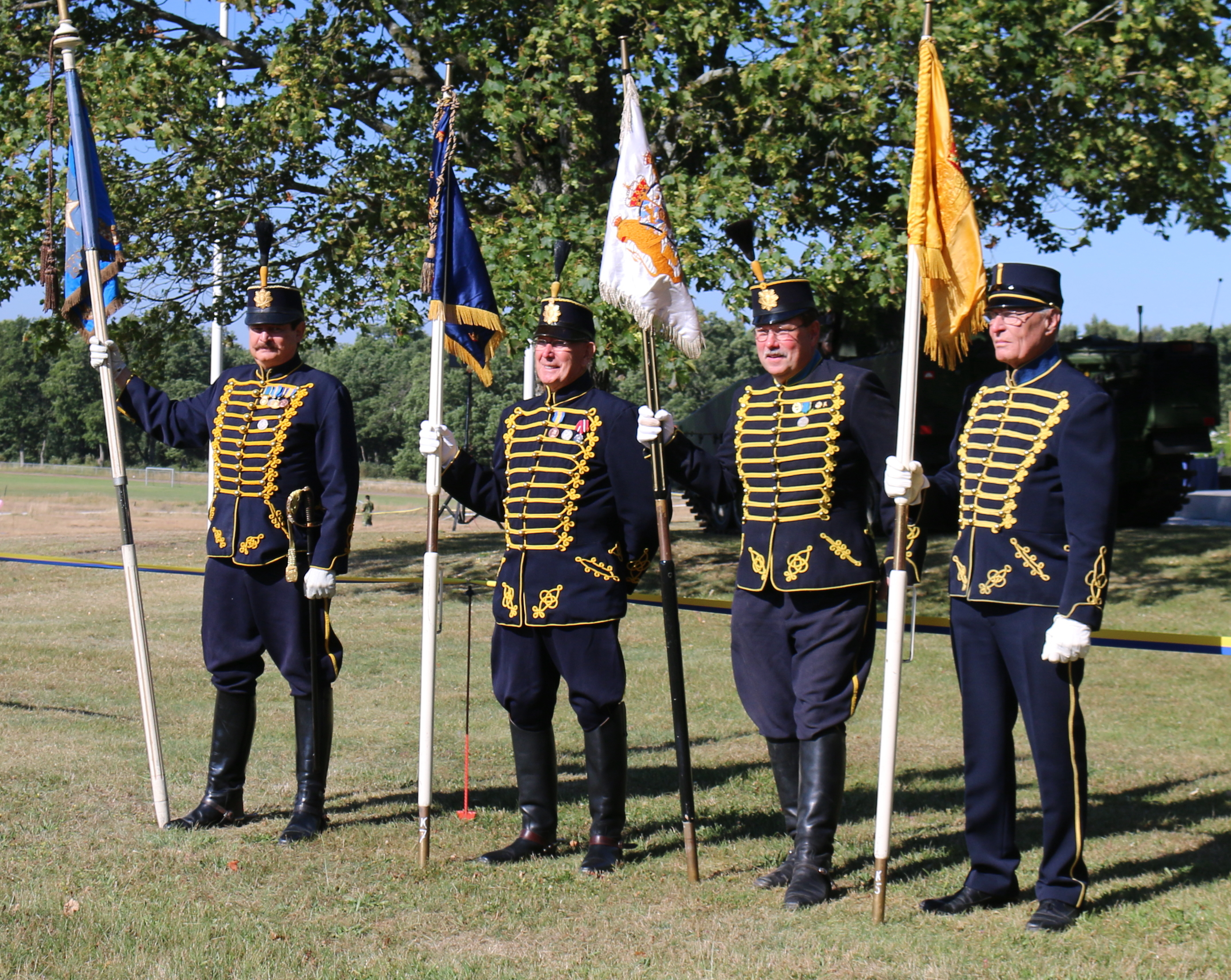
Kamratföreningsrepresentanter i Kronprinsens husarregementes uniform m/1895.